# Robert Ogle, Ogle bárója
Robert Ogle, Ogle bárója (cc. 1400 – 1469. november) angol nemes és katona volt, aki részt vett a rózsák háborújában.
Életéről keveset tudni. Bothalban, Alnwicktól 35 kilométerre délre, a Percy család birodalmának szívében élt. 1448-ban Henry Percyvel, Northumberland 3. grófjával skóciai hadjáraton vett részt. Miután a gróf fogságba került, VI. Henrik Ogle birtokából kártalanította őt, és ezzel földönfutóvá tette Oglét.
A történetírásban fennmaradt legjelentősebb cselekedete az volt, hogy az első Saint Albans-i csatában 600 északi katonával – a hátsó kerteken és házakon áthatolva – betört Saint Albans főterére, ahol váratlanul lerohanta VI. Henrik angol király katonáit és kíséretét.
Ogle ezután Norham várának felügyelője volt, és sikerült egyéves fegyverszünetet kötnie a skótokkal. 1462-ben kapta meg lordi címét, és a Percy-erősségek királyi felügyelője lett. A következő évben 15 napos ostromot állt ki a Percy-csapatoktól Norham várában. Helyőrségét Richard Neville, Warwick grófja szabadította fel. Ogle 1469-ben halt meg, feltehetően az Edgecote Moor-i csatában szerzett sebesülése miatt.